# Lewisburg (Ohio)
Lewisburg ist ein Village im County Preble im amerikanischen Bundesstaat Ohio, etwa 30 km westlich von Dayton an der I-70 gelegen. Der Ort hat knapp 1.800 Einwohner (Stand der Volkszählung von 2000).

## Geschichte
Lewisburg wurde 1818 von Henry Horn westlich des Twin Creek (einem kleinen Fluss) parzelliert. Vor dem Bau der National Road von Cumberland (Maryland) nach Vandalia (Illinois) von 1811 bis 1839 hatte Lewisburg keinen Anschluss an das Schienen- oder Überlandstraßennetz. Als die National Road Lewisburg erreichte und nördlich passierte, gründete John Muma den Ort Euphemia direkt an der Straße. Die beiden Ortschaften wuchsen zusammen und wurden 1916 unter dem Namen Lewisburg vereinigt.

## Denkmal
In Lewisburg wurden zwei überdachte Brücken (engl.: covered bridge) in das National Register of Historic Places (NRHP) aufgenommen, und damit unter Denkmalschutz gestellt. Beide Brücken wurden Ende des 19. Jahrhunderts von Evrett S. Sherman (1831–1897) in der Fachwerkbauweise Childs' Truss (nach dem Erfinder Horace Childs) erbaut, deren Patent abgelaufen war. Die von Sherman erbauten Brücken sind die einzigen Brücken in den USA, die nach dieser Bauweise erbaut wurden. Das Fachwerk der Brücken besteht aus einer hölzernen Rahmenkonstruktion, die mit diagonalen eisernen Zugstäben sowie hölzernen Druckstäben ausgesteift ist.

## Persönlichkeiten
- Milton Sayler (1831–1892), Rechtsanwalt und Kongressabgeordneter 1873–79.